# Рік Ноуелс
Рік Ноуелс — американський продюсер, автор пісень, композитор і музикант, брав участь у написанні багатьох хітів сучасних виконавців, таких як Лана Дель Рей, Адель, Marina and the Diamonds, Неллі Фуртадо, Сі Ло Грін, Джон Ледженд, Сія, Люкке Лі, Ja xx, Брендон Флауерс, Мадонна, Дайдо, Tiësto, Santana, Тупак Шакур, Fleetwood Mac, Белінда Карлайл і Стіві Нікс .

## Відомі проекти
Рік Ноуелс разом з Біллі Стейнберг, Марі-Клер Д'Убальдо написали трек «Falling into You» для співачки Селін Діон. В 1997 році альбом отримав премію «Греммі» в номінацію «Кращий альбом року», відповідно Рік Ноуелс теж отримав нагороду. Також Рік Ноуелс отримав нагороду як співавтор і продюсер синглу «White Flag» для виконавиці Дайдо. Сінгл отримав нагороду в номінації «Кращий хіт року» премії Айвора Новелло в 2004.
На альбомі Лани Дель Рей «Honeymoon» був співавтором всіх треків. Особливо відомими треками з цього альбому є Honeymoon, High by the Beach, Music to Watch Boys To і Terrence Loves You.
Рік Ноуелс також відомий як друг Лани, і писав з нею треки для таких її альбомів та збірок як «Born to Die», «Paradise», «Ultraviolence» та «Honeymoon». Разом зі співачкою Адель у 2015 році написав бонус-трек до альбому 25 — «Why Do You Love Me».

## Нагороди
- 2014 : Satellite award for Best Original Song — «Young and Beautiful» (пісня Lana Del Rey)
- 2014 : Grammy Nomination for Best Song Written for Visual Media — «Young and Beautiful» (пісня Lana Del Rey)
- 2011 : ASCAP award — «Fallin for You» (пісня Colbie Caillat)
- 2008 : Grammy Nomination for Best Rap/Sung Collaboration — «Green Light» (John Legend feat. Andre 3000)
- 2005 : ASCAP award — «White Flag» (пісня Dido)
- 2004 : Ivor Novello International Song of Year Award — «White Flag» (пісня Dido)
- 2004 : ASCAP song of the year — The Game of Love (пісня Santana feat. Michelle Branch)
- 2004 : ASCAP award — The Game of Love (пісня Santana feat. Michelle Branch)
- 2000 : ASCAP award — «You Get What You Give» (пісня New Radicals)
- 2000 : Ivor Novello nomination — «I Turn to You» (пісня Mel C)
- 1996 : ASCAP award — «Body and Soul» (пісня Anita Baker)
- 1996 : Grammy Award for Album of the Year — " Falling into You " (пісня Celine Dion)[12]
- 1996 : Grammy nomination for Best R and B Single — «Body and Soul» (пісня Anita Baker)[13]
- 1990 : ASCAP award — «Rooms on Fire» (пісня Stevie Nicks)
- 1988 : ASCAP award — «Heaven Is a Place on Earth» (пісня Belinda Carlisle)
- 1988 : Grammy nomination for Best Pop Vocal — «Heaven Is a Place on Earth» (пісня Belinda Carlisle)